# Llac de Zug

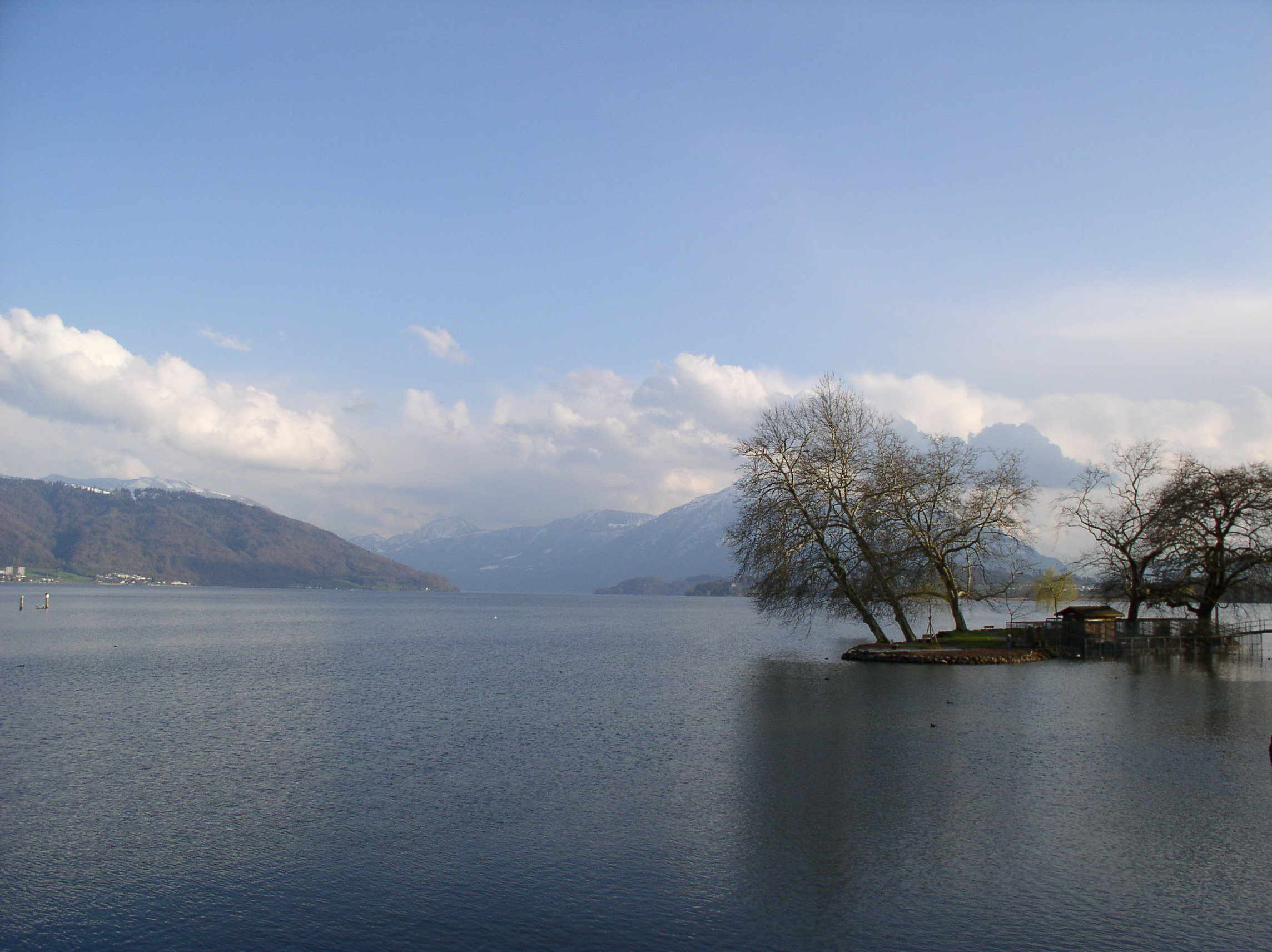
Llac de Zug

El llac de Zug (o Zugersee en alemany) és un llac suís situat al límit dels Alps, al nord del Llac dels Quatre Cantons. La major part del llac és al Cantó de Zug i també s'estén pels cantons de Schwyz i de Lucerna. La ciutat de Zug es troba a les ribes del llac. Té una superfície de 39 km² i una profunditat màxima de 200 metres. Està situat a 417 m sobre el nivell del mar. És un llac ric en pesca i cal destacar una espècie de truita endèmica, Salmo salvelinus. El 5 de juliol de 1887 es va enfonsar una part del terreny adjacent del llac i aquest va inundar diverses granges i va fer una quinzena de víctimes.

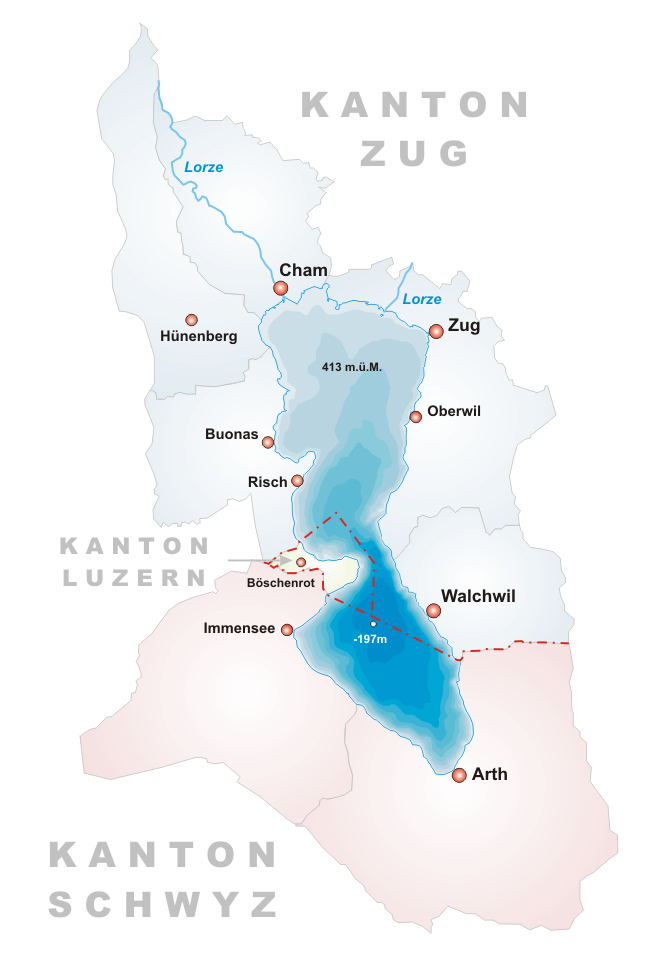
Llac de Zug

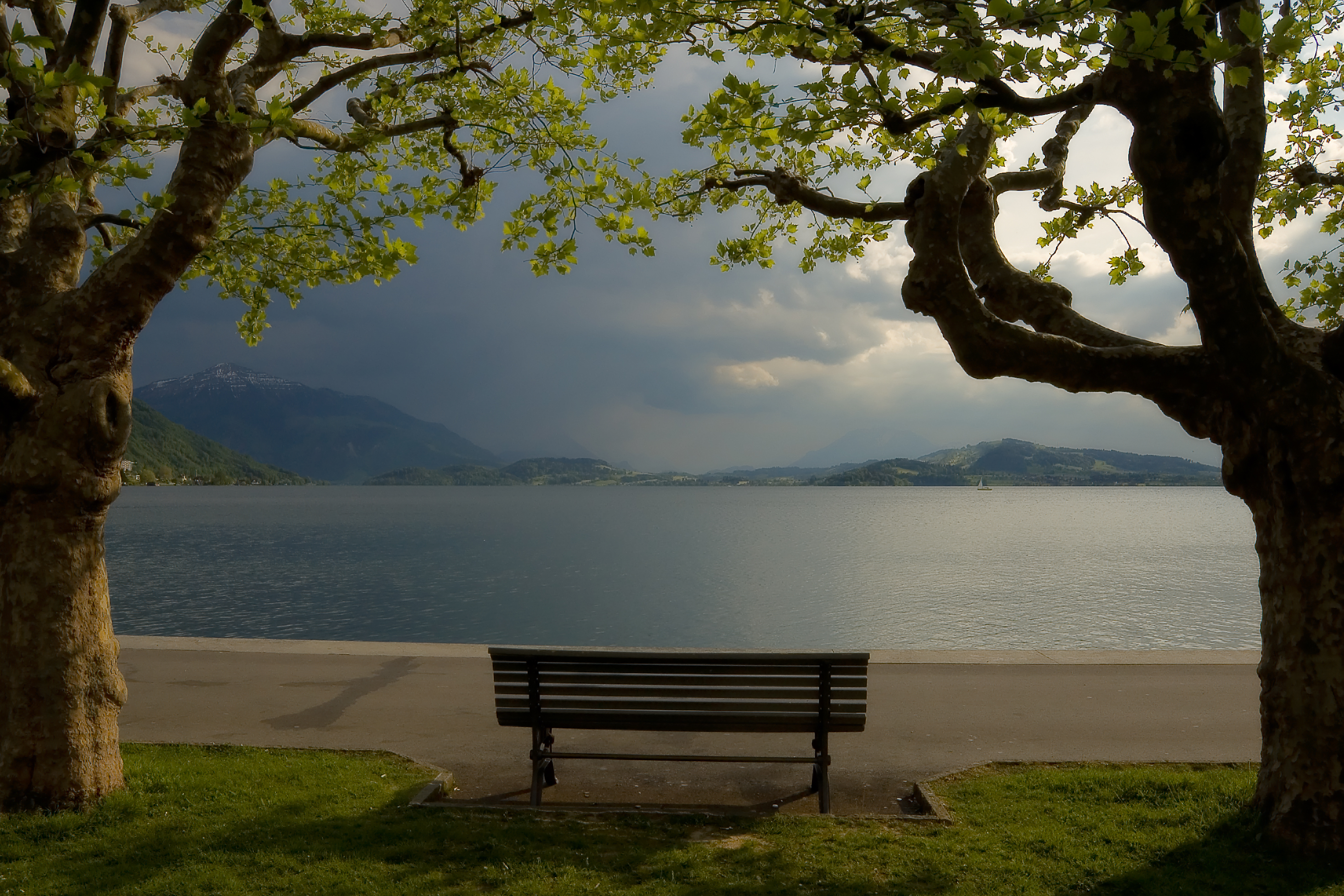
Bucòlica imatge del llac

L'impacte de l'agricultura intensiva (pesticides, nitrats, fosfats, però també l'erosió que ha provocat que l'aigua es torni més tèrbola) fa que el lloc sigui víctima d'una contaminació considerable i hagi esdevingut un dels llacs més bruts de Suïssa.